# 主寝坂峠
主寝坂峠（しゅねざかとうげ）は、山形県最上郡金山町と真室川町の間にある峠である。標高410m。

## 歴史

### 古道
久保田藩初代藩主・佐竹義宣によって整備されて以来、羽州街道の一部として、出羽各藩の参勤交代の道としても使われていた。名は峠の金山町側にかつてあった主寝坂地区に由来している。この地に伝わる伝説では、江戸時代初頭に、戦を逃れた矢島藩（現在の秋田県由利本荘市、旧由利郡矢島町）の姫君とその従者が恋仲になり、雷雨に見舞われて辿り着いた峠の頂上近くにあった、朴の木のそばにある洞穴で関係を持ったという。このことを唄った里唄も伝承されている。また、峠の真室川町側を流れている塩根川の転訛に由来するという説もある。

### 明治新道
1878年（明治11年）、初代山形県令・三島通庸によって県内の他の難所と共に主寝坂峠も改修され、雄勝新道として車道化が行われた。1880年（明治13年）に竣工し、翌1881年（明治14年）には明治天皇が東北行幸時に通過した。新及位地区に明治天皇御小憩所碑がある。

### 主寝坂隧道

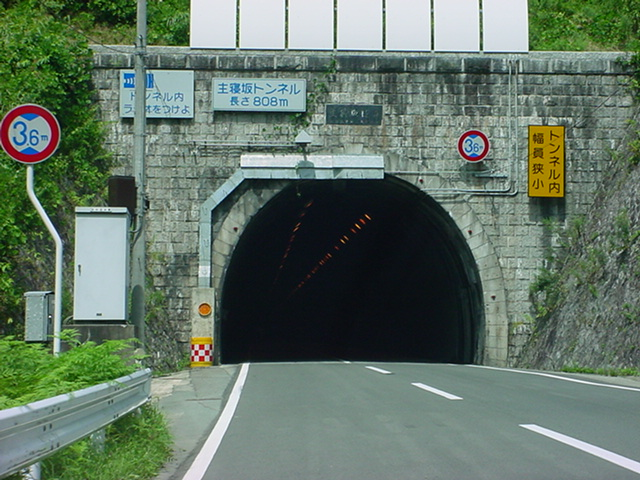
主寝坂隧道

奥羽本線が開通すると鉄道が交通の主役になり、車道の通行量が激減した結果、峠道は次第に通行が困難になるほど荒れ果てて行った。奥羽本線は主寝坂峠を避けて新庄から及位まで真室川沿いに迂回しているため、経路から外れた金山町にとって国道の存亡は死活問題であり、道路交通が再び脚光を浴びるようになった昭和以降になると、峠区間を改良し再び幹線路として使用可能にするよう国へ陳情を繰り返した。その結果、1956年（昭和31年）から改修工事が始まり、1960年（昭和35年）10月6日に主寝坂隧道を含む新道が竣工した。これが現在の国道13号（国道344号と重複）である。

### 主寝坂道路へ
更に時代を経ると、新道も次第に交通量の激増を支えられなくなってきた。道路交通を復活させた立役者である主寝坂隧道も、高さ3.6m規制に加え大型車同士がすれ違い出来ないほどの狭少幅員であり（そのため入口にトンネル内走行中の車種を知らせる電光掲示板がある）、国道13号最大の難所とされ、物流トラックの動脈としては致命的なボトルネック区間であった。隧道前後の区間も、狭い幅員・急カーブ・急勾配が連続し、連続雨量150mm以上で通行止めとなる。しかもこの区間が不通になると、迂回路となる山形県道35号真室川鮭川線が2010年（平成22年）まで大型車（大特車を含む）が通行禁止だったため、大型・大特車は新庄市から国道47号・国道108号（鬼首道路）を経由せねばならず、新庄市から湯沢市雄勝の間で、実に80kmもの遠回りを強いられていた。
そこで将来的に東北中央自動車道の一部になる主寝坂道路（国道13号（国道344号と重複）のバイパス）が作られることになり、2005年（平成17年）に全長2,944mの新主寝坂トンネルを含む5km区間が、2008年（平成20年）に全線が開通した。これにより大型トラックは主寝坂隧道経由の隘路を通らずに済むようになり、またルートが複数化したことにより一方が全面通行止になった場合でも鬼首道路回りの迂回をせずに済むようになった。

## 隣のトンネル
（福島方面） 猿羽根隧道 - 主寝坂隧道 - 及位隧道 （秋田方面）